# Anzia Yezierska
 (septembre 2018).
Si vous disposez d'ouvrages ou d'articles de référence ou si vous connaissez des sites web de qualité traitant du thème abordé ici, merci de compléter l'article en donnant les références utiles à sa vérifiabilité et en les liant à la section « Notes et références ».
Anzia Yezierska, née le 29 octobre 1880 à Mały Płock et morte le 20 novembre 1970 à Ontario (Californie), est une romancière juive américaine d'origine polonaise.
Ses nouvelles et ses romans, d'inspiration autobiographique, portent sur l'immigration, les difficultés d'assimilation et d'intégration que rencontrent les classes populaires, et sur le rêve américain.

## Biographie

### Jeunesse (1880-1909)
Benjamine d'une famille de neuf enfants, Anzia Yezierska naît le 29 octobre 1880 à Mały Płock près de Varsovie, en Pologne alors que ce pays est rattaché à l'Empire russe. Cette date est sujette à discussion du fait des entretiens donnés par Yezierska, qui brouille les informations, vraisemblablement pour masquer son arrivée tardive à l'écriture.
Vers 1890, la famille Yezierska émigre aux États-Unis pour rejoindre l'aîné de la fratrie, Meyer, naturalisé Max Mayer par les services d'émigration 6 ans plus tôt. Tous et toutes prennent Mayer pour patronyme ; Anzia change son prénom pour Harriet, elle devient Hattie Mayer. La famille Mayer s'installe dans un appartement miteux du Lower East Side, à Manhattan.
Le père, Baruch, enseigne la Torah et les textes sacrés quand la mère, Pearl, se dévoue au foyer et gagne de quoi subsister en acceptant des postes de subalterne. Hattie va à l'école pendant deux ans, mais les parents Yezierska encouragent leurs fils à poursuivre leurs études et demandent à leurs filles de travailler pour supporter financièrement la famille. Quatre des frères étudient en pharmacie, un autre devient professeur de mathématiques dans un lycée, enfin, l'un d'eux devient colonel dans l'armée. 'Hattie' Mayer travaille dans des ateliers de misère et comme employée de maison, mais se rebelle contre le système patriarcal imposé par son père aux femmes de sa famille en quittant le foyer parental en 1899.

### Émancipation (1899-1914)
Elle prend une chambre dans la Clara de Hirsch Settlement House, une institution qui aide les migrantes juives ouvrières à vivre par elles-mêmes en les américanisant, c'est-à-dire en remplaçant leurs anciennes traditions et valeurs par celles de la culture américaine. Yezierska obtient, de cette institution, une bourse d'études pour suivre des cours à l'Université Columbia entre 1901 et 1905. Prétextant apprendre les arts ménagers pour aider ses camarades à acquérir les qualités domestiques de femmes américaines de classe moyenne, Yezierska profite de l'occasion pour apprendre dans d'autres domaines. Entre 1908 et 1913, Yezierska dispense effectivement cet enseignement.
Elle entre ensuite brièvement à l'American Academy of Dramatic Arts où elle rencontre surtout les cercles politiques des socialistes radicaux. Elle commence à écrire et reprend son nom de naissance.
Âgée de 30 ans, en 1910, Yezierska s'éprend de Arnold Levitas, mais se marie avec son ami, Jacob Gordon, un avocat new-yorkais. Après 6 mois, ce mariage est annulé. Peu après, elle épouse religieusement Arnold Levitas pour éviter les complications légales. Le 29 mai 1912, Louise, fille unique de Yezierska et d'Arnold Levitas, naît à New York. La même année, Yezierska écrit à partir de ses problèmes de couple, en mettant en perspective les problèmes que les femmes peuvent rencontrer lors d'un mariage.

### Débuts littéraires (1914-1919)
Vers 1914, Yezierska quitte Levitas et déménage à San Francisco avec leur fille, Louise Levitas. Bien qu'elle ne parvienne pas à trouver d'éditeur, elle persiste à écrire. Pour subvenir à ses besoins et ceux de sa fille, elle travaille comme assistante sociale. Mais, submergée par les responsabilités qu'entraîne la charge d'un enfant, elle abandonne ses droits maternels et renvoie Louise à son père.
Un an plus tard, en 1915, sa première nouvelle, The free vacation house, est publiée dans The Forum. Puis, en 1916, Where Lovers Dream, publiée dans le Metropolitan, retient l'attention des lecteurs et des lectrices. La même année, Yezierska et Arnold Levitas divorcent. Quand elle devient indépendante, sa sœur l'encourage à poursuivre l'écriture. Sa vie durant, Yezierska rend hommage à ce geste. Après son divorce, elle redéménage à New York. En 1917, elle entame une relation amoureuse avec John Dewey, philosophe et professeur à l'Université de Columbia, qui l'invite à intégrer ses séminaires de philosophie. Elle étudie l'assimilation des Polonais, particulièrement le rôle domestique des femmes. La nouvelle All I Could Never Be écrite par Yezierska en 1932 et les poèmes composés par Dewey en 1917 et 1918 s'inspirent de leur lien affectif,,.

### Apogée littéraire (1919-1932)
La carrière littéraire de Yezierska connaît son apogée entre 1919 et le début des années 1930. La nouvelle The Fat of The Land, qui paraît dans Best Short Stories of 1919 dirigé par Edward J. O'Brien, reçoit l'attention des critiques et reçoit le prix de la meilleure nouvelle de l'année. Les droits de Hungry Hearts, publié en 1920 par Houghton Mifflin, sont achetés deux ans après par le studio Goldwyn qui engage aussi Yezierska comme scénariste. Elle déménage à nouveau en Californie. En même temps que sort Hungry Hearts au cinéma, un second recueil de nouvelles paraît : Children of loneliness, puis l'année suivante, en 1923, est publiée son premier roman, Salome of the Tenements. Son second roman, Bread Givers, paraît deux ans plus tard. Les agents littéraires la surnomment la « Cendrillon des ateliers de misère ». Quand, en 1925, son premier roman est adapté au cinéma, frustrée par la superficialité d'Hollywood, sa propre aliénation, et le fait d'être utilisée pour promouvoir le rêve américain, Yezierska quitte Hollywood et repart à New York.
Durant la Grande Dépression, elle répertorie les arbres de Central Park pour le Federal Writers Project of the Works Progress Administration,. Elle commence alors All I Could Never Be. Bien que la fin des années 1920 marque le début du déclin de l'intérêt porté par les critiques au travail de Yezierska, elle obtient, entre 1929 et 1930, la bourse Zona Gale décernée par l'Université du Wisconsin, qui l'accueille en résidence. Elle y écrit plusieurs histoires et termine All I Could Never Be, qui est publiée en 1932 après son retour à New York.

### Dernières années (1932-1970)
Les années qui suivent sont plus sombres. Pendant deux décennies Yezierska publie essentiellement des articles, des essais et des critiques. En 1950, âgée de 70 ans, elle publie Red Ribbon on the White Horse une autobiographie fictionnalisée que sa fille décrit comme œuvre de fiction. Pendant les dix dernières années de sa vie, elle documente la misère des migrants portoricains. À 81 ans, en 1962, elle entame l'écriture de The Open Cage. Pratiquement aveugle, Yezierska écrit et publie des histoires, des articles, des critiques de livres jusqu'à sa mort. Le 21 novembre 1970, Yezierska meurt d'un accident vasculaire cérébral dans une maison de retraite à Ontario, en Californie.
Yezierska est la tante de la critique de cinéma Cecelia Ager, dont la fille est la journaliste Shana Alexander.

## Analyse de l'œuvre

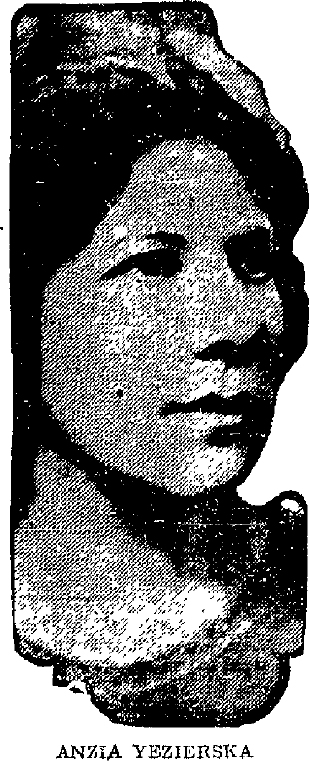
Anzia Yezierska, Lima News, 3 juillet 1922

L’œuvre d'Anzia Yezierska porte sur les luttes des émigrés juifs, puis des Portoricains, résidant dans le Lower East Side à New York City. Elle décrit le prix de l'assimilation pour les migrants - notamment l'acculturation. Ses histoires questionnent la notion d'émancipation pour les migrants, en particulier les migrantes juives. Elle déplore que les femmes juives occupent des emplois subalternes pendant que les hommes demeurent à la maison pour se consacrer à l'étude des textes juifs. Cette critique trouve un écho dans le personnage de Reb Smolinsky, le père dans Bread Givers, un homme dévoué à l'étude de la Torah, mais qui contribue à l'appauvrissement de sa famille en ne rapportant aucun revenu,.
La plupart de ses œuvres de fiction peuvent être lues comme semi-autobiographiques. Son écriture se caractérise par un réalisme et une attention portée aux détails. Ses personnages s'expriment souvent dans un dialecte américano-yiddish. Son sentimentalisme et ses personnages très idéalisés ont porté certains critiques à qualifier le travail de Yezierska de romantique.
Ses premiers textes sont des nouvelles. The Fat of The Land est l'histoire de nouveaux riches et est parue dans Best Short Stories of 1919, un recueil dirigé par Edward J. O'Brien. Les nouvelles qui composent le recueil Children of Loneliness s'intéressent aux enfants des migrants et à leur poursuite du rêve américain.
Certains critiques littéraires estiment que Yezierska est meilleure dans ses romans. Son premier, Salome of the Tenements (1923), s'inspire d'une amie de l'autrice, Rose Pastor Stokes. En 1904, cette jeune migrante est remarquée pour son mariage avec un jeune homme riche, issue d'une importante famille new-yorkaise de confession épiscopalienne.
Bread Givers (1925), livre le plus connu et le plus étudié de Yezierska, explore la vie d'une jeune immigrée juive-américaine qui vit au jour le jour en cherchant sa place au sein de la société américaine. Bread Givers apporte à Yezierska un respect critique et une reconnaissance de son talent. La réédition préfacée par Alice Kessler-Harris en 1975 renouvelle l'attention portée à Bread Givers.
Arrogant Beggar (1927) met en scène les aventures de la narratrice, Adele Linder. Yezierska y montre l'hypocrisie d'une association caritative, Hellman Home for Working Girls, envers celles qui tentent de s'échapper de la pauvreté du Lower East Side.
All I Could Never Be (1932) s'inspire de ses propres luttes : ne jamais s'être sentie américaine mais migrante, et croire que les ressortissants nés sur le territoire américain ont une vie plus simple. C'est la dernière nouvelle de Yezierska avant que son travail ne sombre dans un certain désintérêt.
En 1950, Yezierska publie son autobiographie fictionnelle, Red Ribbon on a White Horse, avec une introduction de W. H. Auden. Ce livre ranime un intérêt pour son travail, qui sera à nouveau redécouvert dans les années 1960 et 70 grâce à l'attention portant sur la place des femmes dans la littérature. The Open Cage (1962) est l'un des ouvrages les plus sombres de Yezierska, comparant la vie d'une vieille femme, elle a alors 81 ans, à celle d'un oiseau mal en point.

## Adaptations cinématographiques
Le succès des premières nouvelles de Yezierska suscite l'intérêt d'Hollywood de 1922 à 1925. Ainsi, Hungry Hearts et Salome of the Tenements sont adaptés au cinéma.
Le producteur Samuel Goldwyn, de Goldwyn Pictures, achète les droits de Hungry Hearts pour 10,000 $ et paie Yezierska 200 $ par semaine pour travailler dans son studio. Elle est alors surnommée la Cendrillon des ateliers de misère par Howard Dietz, un agent d'Hollywood,. Elle rédige le scénario de Hungry Hearts avec Julien Josephson, mais Montague Glass le modifie en retirant les dialogues caractéristiques des quartiers défavorisés et en y ajoutant une fin heureuse. Finalement, le nom d'Anzia Yezierska ne figure pas au générique du film. Dans Red Ribbon on a White Horse, elle regrette le portrait caricatural des Juifs dépeint par Glass. En 1922, le film muet éponyme est tourné dans le Lower East Side. Réalisé par E. Mason Hopper, les acteurs et actrices principales sont Helen Ferguson, E. Alyn Warren et Bryant Washburn. Hungry Hearts est restauré en 1978 grâce au soutien du National Center for Jewish Film avec la coopération de la Samuel Goldwyn Compagny et du British Film Institute. En 2006, une nouvelle partition de musique d'accompagnement est écrite pour ce film muet. En 2010, le San Francisco Jewish Film Festival (SFJFF) projette une version restaurée de Hungry Hearts,.
En 1925, Salome of the Tenements est adapté et produit par Sidney Olcott. Ce film est également muet.

## Publications

### Nouvelles
- We Go Forth All To See America – A Vignette, Judaica, Jewish Literature, 1920
- Hungry Hearts, 1920
- The Lost Beautifulness, 1922
- Children of Loneliness, 1923

### Romans
- Salome of the Tenements, 1923
- Bread Givers, 1925
- Arrogant Beggar, nouvelle, 1927
- All I Could Never Be, nouvelle, 1932
- Red Ribbon on a White Horse: My Story, 1950  (ISBN 978-0-89255-124-8)

### Article
- (en) « This Is What $10,000 Did to Me », Cosmopolitan,‎ octobre 1925, p. 40-41

### Posthumes
- The Open Cage: An Anzia Yezierska Collection, dir. Alice Kessler Harris, New York: Persea Books, 1979  (ISBN 978-0-89255-035-7).
- How I Found America: Collected Stories, 1991  (ISBN 978-0-89255-160-6)